# Hans Eugen Specker
Hans Eugen Specker (* 31. Mai 1937 in Esslingen am Neckar) ist ein deutscher Historiker und Archivar.

## Leben
Nach seiner Reifeprüfung am Johannes-Kepler-Gymnasium in Stuttgart-Bad Cannstatt (1956) studierte Specker vom Sommersemester 1956 bis zum Wintersemester 1962/63 Geschichte, Anglistik und Romanistik an der Eberhard-Karls-Universität Tübingen, der Universität Grenoble und der Universität Bristol. Von 1961 bis 1964 hatte er eine Assistentenstelle am Historischen Seminar der Universität Tübingen inne und promovierte hier 1963 bei Ernst Walter Zeeden. Von 1964 bis 1965 absolvierte Specker als Archivreferendar die Ausbildung für den höheren Archivdienst. Von 1966 bis 1968 leitete er das Stadtarchiv Sindelfingen, von 1968 bis zu seinem Ruhestand 2002 das Stadtarchiv Ulm. 
Seit dem Sommersemester 1966 versah Specker einen Lehrauftrag an der Universität Tübingen, seit 1981 als Honorarprofessor im Bereich Neuere Geschichte.
Die zahlreichen Veröffentlichungen Speckers beschäftigen sich vor allem mit der Geschichte der Stadt Ulm.

## Veröffentlichungen (Auswahl)
- Die Reformtätigkeit des Würzburger Fürstbischofs Julius Echter von Mespelbrunn (1573–1617). Dissertation Universität Tübingen 1963.
- (Hrsg., mit Reinhard Wortmann): 600 Jahre Ulmer Münster. Festschrift (= Forschungen zur Geschichte der Stadt Ulm, Bd. 19). Kohlhammer, Stuttgart 1977, ISBN 3-17-004224-6 (2. Aufl. 1984).
- Ulm. Stadtgeschichte. Süddeutsche Verlagsgesellschaft, Ulm 1977, ISBN 3-920921-95-X.
- (Hrsg.): Einstein und Ulm (= Forschungen zur Geschichte der Stadt Ulm. Reihe Dokumentation, Bd. 1). Kohlhammer, Stuttgart 1979, ISBN 3-17-005522-4.
- (Hrsg.): Kirchen und Klöster in Ulm. Ein Beitrag zum katholischen Leben in Ulm und Neu-Ulm von den Anfängen bis zur Gegenwart. Süddeutsche Verlagsgesellschaft, Ulm 1979, ISBN 3-88294-019-0.
- (Hrsg., mit Gebhard Weig): Die Einführung der Reformation in Ulm. Geschichte eines Bürgerentscheids : Vortragsveranstaltungen, Ausstellungskatalog und Beiträge zum 450. Jahrestag der Ulmer Reformationsabstimmung (= Forschungen zur Geschichte der Stadt Ulm. Reihe Dokumentation, Bd. 2). Kohlhammer, Stuttgart 1981, ISBN 3-17-005789-8.
- (Hrsg.): Ulm im 19. Jahrhundert. Aspekte aus dem Leben der Stadt; zum 100. Jahrestag der Vollendung des Ulmer Münsters; Begleitband zur Ausstellung (= Forschungen zur Geschichte der Stadt Ulm. Reihe Dokumentation, Bd. 7). Kohlhammer, Stuttgart 1990, ISBN 3-17-011198-1.
- (Hrsg.): Ulm im Zweiten Weltkrieg (= Forschungen zur Geschichte der Stadt Ulm. Reihe Dokumentation, Bd. 6). Kohlhammer, Stuttgart 1995, ISBN 3-17-009254-5 (2. Aufl. 1996).
- (Hrsg.): Einwohner und Bürger auf dem Weg zur Demokratie. Von den antiken Stadtrepubliken zur modernen Kommunalverfassung (= Forschungen zur Geschichte der Stadt Ulm, Bd. 28). Kohlhammer, Stuttgart 1997, ISBN 3-17-015379-X.
- (Hrsg.): Die Ulmer Bürgerschaft auf dem Weg zur Demokratie.  Zum 600. Jahrestag des Großen Schwörbriefs; Begleitband zur Ausstellung (=  Forschungen zur Geschichte der Stadt Ulm. Reihe Dokumentation, Bd. 10). Kohlhammer, Stuttgart 1997, ISBN 3-17-014846-X).
- (Hrsg.): Die Bestände des Stadtarchivs Ulm. Kommentierte Gesamtübersicht (=  Forschungen zur Geschichte der Stadt Ulm. Reihe Dokumentation, Bd. 11). Kohlhammer, Stuttgart 2002, ISBN 3-17-017336-7.
- (Hrsg., mit Susanne Kremmer): Repertorium der Policeyordnungen der Frühen Neuzeit. Bd. 8: Reichsstädte, Teil 3: Ulm (= Studien zur europäischen Rechtsgeschichte, Bd. 218). Klostermann, Frankfurt/M. 2007, ISBN 978-3-465-04033-0.